# Cerapachys neotropicus
Cerapachys neotropicus är en myrart som beskrevs av Weber 1939. Cerapachys neotropicus ingår i släktet Cerapachys och familjen myror. Inga underarter finns listade i Catalogue of Life.